# Obsolescenza digitale
L'obsolescenza digitale - dall'inglese digital obsolescence - è una situazione in cui una risorsa digitale integra non è più accessibile: o a causa dell'impossibilità di interagire con il supporto fisico su cui è registrata (per la mancanza dell'hardware con cui leggere/scrivere il supporto - es: lettore floppy disk - come per la mancanza del software necessario a far funzionare tale hardware - driver), o per l'impossibilità di reperire e utilizzare il software con cui era stata originariamente creata (nel caso il suo utilizzo sia un requisito ineludibile per accedere alla risorsa).
Tale terminologia non riguarda l'inaccessibilità di una risorsa digitale causata dal naturale deterioramento/danneggiamento del supporto su cui era registrata causato da corretto utilizzo (superamento dell'eventuale numero di cicli massimo, usura) o inutilizzo (es.: mancanza di eventuale necessaria manutenzione/ciclica attivazione, o delle opportune caratteristiche di luogo e modalità di conservazione); la radice etimologica latina del termine obsolescenza comprende tuttavia il concetto di logorio, lasciando quindi teoricamente aperta l'associazione del termine obsolescenza digitale anche alla perdita di dati causata dal naturale degrado fisico di supporti informatici - attuali quanto fuoriusciti dall'utilizzo/produzione massiva - dando peso al concetto di "logorio fisico del materiale" anziché a quello di arretratezza della tecnologia (rispetto ad altre successive maggiormente performanti/accessibili, prevalentemente utilizzate nel momento corrente).

## Descrizione
La Cornell University Library ha pubblicato una linea temporale di formati multimediali obsoleti, chiamata "Camera degli Orrori" (Chamber of Horrors), che mostra quanto rapidamente le nuove tecnologie vengono create e quelle vecchie messe da parte e i dati associati resi indisponibili.
La rapida evoluzione e la proliferazione di diversi tipi di hardware, di modalità di codifica digitale, di sistemi operativi e di software generali o specializzati farà sì che l'obsolescenza digitale diventerà un problema di proporzioni vaste in futuro. Molte versioni di programmi di word processing, di hardware per lo storage di dati digitali, di standard di codifica per le immagini o di filmati sono considerati "standard" per qualche tempo, ma alla fine sono sempre sostituiti con nuove versioni del software o con hardware completamente nuovo. I file nati per essere letti o modificati con un certo programma (ad esempio Microsoft Word) saranno illeggibili con altri programmi, e, come lo sviluppo di nuovi sistemi operativi e di nuovo hardware andrà avanti, anche le vecchie versioni di programmi sviluppati dalle stessa società diverranno impossibili da utilizzare sulla nuova piattaforma (per esempio, le versioni precedenti di Microsoft Works, prima di Works 4.5, non possono essere eseguito in Windows 2000 o sistemi operativi successivi).
Il problema è stato portato all'attenzione delle biblioteche e degli archivi nel corso degli anni novanta ed è stato discusso tra i professionisti del campo, ma finora senza soluzioni diverse dalla continua migrazione di file e informazioni verso standard di archiviazione sempre più recenti. I formati dei file dovrebbero essere retrocompatibili, aggiornati spesso, ed essere aperti. La National Initiative for a Networked Cultural Heritage dichiara, che i formati TIFF e PDF (per le immagini) e ASCII e RTF (per i testi) debbano essere considerati come i formati de facto non soggetti ad una probabile obsolescenza digitale in un prossimo futuro.

### Causata da hardware
L'esempio del floppy disk non più utilizzabile sui moderni dispositivi informatici rappresenta il modo in cui fisicamente - via hardware - dei dati presenti su un supporto funzionante (il supporto floppy disk) vengono resi sostanzialmente inaccessibili, tramite la mancata implementazione di serie delle periferiche hardware in grado di utilizzarlo nei computer più recenti, particolarmente in portatili e similari.

### Causata da software
Sempre con riferimento a dati contenuti su un supporto datato (floppy, zip, nastro o altro che sia), potremmo disporre sia del lettore con cui utilizzarlo, sia di un'interfaccia fisica compatibile con il lettore sul computer cui vogliamo collegarlo, ma essere impossibilitati ad interagire con i dati nel supporto a causa della mancanza del driver per il sistema operativo (e/o sua specifica versione) installato nel computer, e cioè per un'obsolescenza creata da software.
La già citata mancanza di retrocompatibilità nei formati dei file creati dalle successive versioni di uno stesso programma, è un esempio di obsolescenza digitale di ambito totalmente software.
Esempio diverso di obsolescenza digitale causata da software è la realizzazione di siti internet fruibili (parzialmente o totalmente) esclusivamente con determinate (recenti) versioni di browser (e/o di relativi plugin/estensioni), le quali risultano spesso affatto installabili su determinate piattaforme con sistemi operativi datati, e conseguentemente su sistemi informatici che diventano così obsoleti in remoto, causa interdizione all'accesso delle risorse web. Da sottolineare che un sito internet può essere realizzato in versioni diverse che vengono automaticamente visualizzate a seconda del tipo/versione di browser che vi accede, ragion per cui il realizzare un sito visibile solo con software/hardware da una determinata soglia tecnologica in avanti rappresenta o una precisa scelta in favore dell'obsolescenza programmata, o una scelta forzata per fornire un determinato contenuto altrimenti impossibile da fornire (es.: stream audio/video ad elevato livello di compressione/bitrate, che necessita di un hardware effettivamente sopra una determinata soglia per essere adeguatamente decodificato e riprodotto in tempo reale a valle), o una discreta incompetenza in ambito di piattaforme informatiche, e cioè sulle compatibilità software/hardware necessarie a rendere il sito universalmente fruibile.

## Obsolescenza informatica
Le dinamiche di sviluppo di software e hardware che creano l'obsolescenza digitale (perdita di fruibilità di dati digitalizzati, di software), producono al contempo obsolescenza informatica, perdita di fruibilità di hardware in sé funzionante, ma che non si riesce più comunque ad usare. Esempi di obsolescenza informatica causati da variazioni hardware possono essere ad esempio moduli di RAM con piedinatura/caratteristiche diverse, schede di espansione con slot incompatibili, periferiche con connettori/interfacce abbandonate.
In ambito software, la maggior parte dell'obsolescenza di dispositivi informatici comunque funzionanti avviene tramite l'imposizione - a livello commerciale e a volte anche legislativo - di programmi realizzati per essere inutilizzabili su determinati sistemi (o funzionare in modo pessimo, molto lentamente), a causa di sempre maggiori requisiti hardware, principalmente per la maggior dimensione in byte con cui sono stati realizzati, e delle conseguenti maggiori risorse di elaborazione e di memoria che necessitano.
Altro esempio di obsolescenza via software è il mancato sviluppo di driver per le periferiche, sia verso i sistemi operativi passati, sia verso quelli futuri: circostanza di questo tipo è il disporre di uno scanner o una stampante perfettamente funzionante, con interfaccia hardware compatibile con il computer a cui lo vogliamo collegare, ma a cui dobbiamo rinunciare causa il mancato sviluppo del driver che ne abilita l'utilizzo da parte del sistema operativo installato nel computer; ciò accade spesso per scelta arbitrale da parte del produttore della periferica (come nel caso di mancanza del driver per sistemi operativi passati rispetto alla fase di produzione della periferica hardware), o per l'avvenuta chiusura dell'azienda produttrice stessa (da cui la naturale cessazione di sviluppo dei driver per sistemi operativi successivi), o ancora per arbitrale scelta in tal senso da parte dell'azienda produttrice, che pur attiva sviluppa però driver per nuovi sistemi operativi solo per i nuovi prodotti. 
La maggior parte delle aziende produttrici di hardware si limitano infatti ad offrire versioni di driver aggiornate solo per un ridotto periodo di tempo rispetto all'aspettativa di vita potenziale dell'hardware; normalmente gli aggiornamenti vengono resi disponibili tramite download gratuito dal proprio sito internet, determinando con ciò l'obsolescenza dei propri prodotti nel momento in cui interrompono tale funzione, a volte adoperandosi al contempo per rendere difficilmente reperibili anche le versioni di driver già prodotte. L'ostacolo costituito dalla mancanza dei driver viene potenzialmente meno quando il driver del dispositivo hardware viene rilasciato in origine anche in versione open source, così che competenti programmatori possano sviluppare driver per qualsiasi sistema operativo, sempre nel rispetto della paternità del software sorgente originale del driver.